# Archidiecezja Dijon
Archidiecezja Dijon – archidiecezja Kościoła rzymskokatolickiego we wschodniej Francji. Powstała 9 kwietnia 1731 jako diecezja Dijon. W 1822 otrzymała swoje obecne granice. Podczas reformy administracyjnej Kościoła francuskiego, wdrożonej w grudniu 2002 roku, została podniesiona do rangi archidiecezji metropolitalnej. Terytorium archidiecezji odpowiada świeckiemu departamentowi Côte-d’Or.